# Мирза Мамедхасан бек Хаджи
Мирза Мамедхасан бек Гаджи Гасанали бей оглы Валиев (азерб. Mirzə Məmmədhəsən bəy Hacı Həsənəli bəy oğlu Vəliyev) — губернский секретарь, чиновник и отец актёра Абульфата Вали, поэта Наджафгулу бека Шейда.

## Биография
Мирза Мамедхасан бек Хаджи Гасанали бей оглу родился в 1820 году в городе Шуша. Начальное образование он получил у муллы. Потом учился в Шушинском училище.
Историк Бахарли пишет о нём: "Один из них — наш дядя Мирза Мухаммадхасан бек Валиев. Так, несколько лет назад в Ширване Российское государство собрало и подняло генеалогию сейидов. В то время ни один служащий не мог перевести эти родословные на русский язык. Потому что эти родословные полностью на арабском языке. Мирза Мохаммад Хасан в течение двух дней и двух ночей переводил с арабского на русский язык и проинформировал государство об этой ситуации. Моего покойного дядю за это уже уважали. И престижная медаль была вручена государством «. Мирза Мамедхасан бек Валиев сыграл важную роль в литературной среде Шуши.

## Семья
У Мирзы Мамедхасан бека были сыновья по имени Наджафгулу бек, Мамедтаги бек, Абульфат бек.

## Источник
- Анвар Чингизоглу, резьба по Бахарли, журнал „Soy“», 6 (14) 2008 г.
- Орхан Закироглу (Бахарлы). История Востока: Бахарлы. (Я заказываю. Баку, 2013 г.)
- Орхан Закироглу (Бахарлы). История Востока: Бахарлы. (Энциклопедический справочник) (Книга II. Баку, 2013 г.)
- Орхан Закироглу (Бахарлы). Очаг Мирзы Вели бека (предшественники, преемники). Баку, 2015 г.
- Орхан Закироглу (Бахарлы). Ханы хан Байрам хан (предшественники, преемники). Баку, 2015 г.
- Орхан Закироглу (Бахарлы). Известные дети Мирзы Вели бека и его потомков. «Новости Азербайджанского историко-генеалогического общества» (выпуск девятый). Баку, 2014 г.